# قائمة صاندي تايمز للأثرياء 2020
قائمة صاندي تايمز للأثرياء 2020 هو النسخة السنوية الثاني والثلاثون لأشخاص أثرياء مقيمين في المملكة المتحدة ، ونشرته صحيفة الصنداي تايمز في 17 مايو 2020. قام بتحرير القائمة روبرت واتس الذي خلف خبير التحرير المالي لدى صحيفة صاندي تايمز فيليب بيريسفورد في عام 2017.
أفادت صحيفة صنداي تايمز في هذه القائمة أن أغنى أثرياء المملكة المتحدة فقدوا عشرات المليارات من الجنيهات الاسترلينية في جائحة فيروس كورونا ، حيث انخفضت ثروتهم السنوية مجتمعين في الشهرين السابقين وللمرة الأولى منذ عقد ما يعادل 54 مليار جنيه، شهد أكثر من نصف المليارديرات في بريطانيا انخفاضًا في قيمتهم بما يصل إلى 6 مليارات جنيه إسترليني ، وهو انخفاض غير مسبوق في ثروتهم الجماعية منذ الأزمة المالية العالمية 2009. ، لكن لا تزال لندن عاصمة المليارديرات في العالم ، حيث يوجد 89 مولودًا أو يعيشون أو مع جزء كبير يعود أصولهم إلى المدينة.

## قائمة أثرياء المملكة المتحدة
| 2020   | 2020                            | الإسم                                              | الجنسية                            | مصدر الثروة                                             | 2019   | 2019                            |
| المركز | صافي الثروة مليار جنيه إسترليني | الإسم                                              | الجنسية                            | مصدر الثروة                                             | المركز | صافي الثروة مليار جنيه إسترليني |
| ------ | ------------------------------- | -------------------------------------------------- | ---------------------------------- | ------------------------------------------------------- | ------ | ------------------------------- |
| 01 ▲   | £16.20 ▲                        | السير جيمس دايسون وعائلته                          | المملكة المتحدة                    | صناعة (دايسون)                                          | 5      | £12.50                          |
| 02 ▼   | £16.00 ▼                        | سري وجوبي هندوجا                                   | المملكة المتحدة                    | الصناعة والتمويل                                        | 1      | £22.00                          |
| 02 ▼   | £16.00 ▼                        | داود وسمعان رأوبين                                 | المملكة المتحدة                    | الملكية والإنترنت                                       | 3      | £18.66                          |
| 04     | السير لين بلافاتنيك             | ليونارد بلافاتنيك                                  | الولايات المتحدة & المملكة المتحدة | الاستثمار والموسيقى والإعلام                            | 4      | £14.37                          |
| 05 ▼   | £12.15 ▼                        | السير جيم راتكليف                                  | المملكة المتحدة                    | صناعة (إينيوس)                                          | 3      | £18.15                          |
| 06     | £12.10 ▼                        | كيرستن راوسينغ ويورن راوسينغ                       | السويد                             | الميراث والاستثمار (تترا باك)                           | 6      | £12.26                          |
| 07 ▲   | £11.68 ▲                        | عليشر عثمانوف                                      | روسيا                              | التعدين والاستثمار                                      | 8      | £11.34                          |
| 08 ▲   | £10.53 ▲                        | غاي ويستون ، غالين ويستون وجورج جي. ويستون وعائلته | كندا & المملكة المتحدة             | البيع بالتجزئة                                          | 13     | £10.05                          |
| 09 ▼   | £10.30 ▼                        | شارلين دي كارفاليو هاينكن وميشيل دي كارفاليو       | هولندا                             | الميراث والمصارف وتخمير (هينيكن)                        | 7      | £12.00                          |
| 10 ▲   | £10.295 ▲                       | هيو غروفينور، دوق وستمنستر السابع وعائلة غروفينور  | المملكة المتحدة                    | الميراث والملكية                                        | 14     | £10.10                          |
| 11 ▼   | £10.234 ▼                       | ميخائيل ماراتوڤيتش فريدمان                         | روسيا & إسرائيل                    | الخدمات المصرفية                                        | 10     | £10.90                          |
| 12 ▼   | 10.156 ▼                        | رومان أركاديفتش أبراموفيتش                         | روسيا & إسرائيل                    | النفط والصناعة                                          | 9      | £11.221                         |
| 13 ▲   | £9.59 ▼                         | ماريت راوسينغ والعائلة                             | السويد                             | الميراث والاستثمار (تترا باك)                           | 16     | £9.606                          |
| 14 ▲   | £9.2 ▼                          | إرنستو بيرتاريلي وكيرستي بيرتاريلي                 | سويسرا & المملكة المتحدة           | الأدوية                                                 | 15     | £9.711                          |
| 15 ▼   | £8.5 ▼                          | أنيل أغاروال                                       | الهند                              | التعدين                                                 | 12     | £10.57                          |
| 16 ▲   | £7.166 ▲                        | دينيس كواتس وبيتر كواتس                            | المملكة المتحدة                    | القمار                                                  | 19     | £6.856                          |
| 17     | £7.00 ▼                         | السير ديفيد باركلي والسير فريدريك باركلي           | المملكة المتحدة                    | الممتلكات ، وسائل الإعلام ، البيع بالتجزئة عبر الإنترنت | 17     | £7.20                           |
| 18 ▲   | £6.817 ▼                        | تشارلز كادوغان ، إيرل كادوغان الثامن وعائلته       | المملكة المتحدة                    | عقارات وملكيات خاصة                                     | 20     | £6.85                           |
| 19 ▼   | £6.781 ▼                        | لاكشمي ميتال وعائلته                               | الهند                              | صلب                                                     | 11     | £10.669                         |
| 20 ▼   | £6.625 ▼                        | جون فريدريكسن وعائلته                              | قبرص & النرويج                     | خدمات الشحن والنفط                                      | 18     | £7.543                          |

## روابط خارجية
- قائمة صاندي تايمز للأثرياء